# Tadeusz Anastazy Prószyński
Tadeusz Anastazy Prószyński (ur. 17 sierpnia 1873 w Warszawie, zm. 12 stycznia 1925 tamże) – polski publicysta, poseł na Sejm I kadencji w II RP z ramienia Związku Ludowo-Narodowego.

## Biografia
Syn Konrada i Cecylii z Puciatów, brat Kazimierza. Kształcił się w Gimnazjum Wojciecha Górskiego w Warszawie. Maturę zdał w szkole realnej w Łowiczu. Następnie odbył studia na Wydziale Rolniczym Instytutu Agronomiczno-Leśnego w Puławach, gdzie działał w Związku Młodzieży Polskiej „Zet”. W 1895 aresztowany przez władze carskie z powodu prowadzenia działalności oświatowej wśród włościan. Początkowo spędził 17 miesięcy w X Pawilonie Cytadeli Warszawskiej. Później zesłany do Archangielska na okres trzech lat. Na Syberii był pomocnikiem notariusza. W 1900 powrócił do kraju i został publicystą w Gazecie Świątecznej (należącej do ojca). Po śmierci ojca w 1908 objął zarząd gazety i Księgarni Krajowej w Warszawie. Współzałożyciel, wieloletni członek zarządu i wiceprezes Towarzystwa Literatów i Dziennikarzy Polskich. Podczas wojny polsko-bolszewickiej służył w wydziale prasowym Armii Ochotniczej.
W 1922 wybrany posłem na Sejm RP z okręgu nr 24 Łuków. Zasiadał w komisji walki z drożyzną i w Radzie Naczelnej Związku Ludowo-Narodowego. Zmarł 12 stycznia 1925 i pochowany został na cmentarzu Powązkowskim (kwatera T-1-15/16).

## Życie prywatne
28 października 1896 w więzieniu w Cytadeli zawarł związek małżeński z Wandą Krzyżanowską, która towarzyszyła mężowi na zesłaniu. Małżeństwo miało czterech synów: Tadeusza, Stanisława Antoniego, Jana Leszka i Jerzego.